# Georg Bolin
Georg Bolin, född 24 februari 1912 i Guldrupe socken på Gotland, död 21 april 1993, var en svensk musikinstrumentkonstruktör och byggare av framför allt gitarrer och pianon. Han var originell och uppfinningsrik och väckte internationell uppmärksamhet för skapelser som den 8- till 13- strängade altgitarren och tonbordet och för sina lätta flyglar med bland annat ställbar klangbotten (men dålig förmåga att hålla stämningen). Han byggde också traditionella 6-strängade gitarrer för klassisk gitarrmusik och flera internationellt kända gitarrister använde, eller åtminstone köpte dessa till sina samlingar. Numera används inte Bolins 6-strängade gitarrer då de anses svårspelade och inte motsvarar professionella klangideal.[källa behövs]
Bolin samarbetade flera år med gitarrprofessor Per-Olof Johnson (1928–2000) för att skapa altgitarren, som ger ett ljud nära barocklutans ton. En av Johnsons elever, gitarrprofessor Göran Söllscher, Malmö-Köpenhamn, spelar på Bolinbyggda instrument. Båda har gett konserter och gjort inspelningar med sina 6-strängade gitarrer resp. mångsträngade altgitarrer byggda av Bolin.
Bolin "döpte" alla sina gitarrer med ett namn, som han skrev på sin namnetikett, klistrad inuti instrumentet och synligt genom ljudhålet.
Pianisten Alexis Weissenbergs inspelning av Stravinskijs Petrusjka för tv gjordes på en flygel av Georg Bolin.
Bolin var under många år ledare för Carl Malmstensskolan.

## Priser och utmärkelser
- 1981 – Medaljen för tonkonstens främjande
- 1986 – Professors namn
- 1990 – KTH:s stora pris